# Albert Ier de Dabo
Albert Ier de Moha ou Albert Ier de Dabo (né à une date inconnue et mort le 24 août 1098) est comte de Moha avant 1050, comte d'un segment d'Eguisheim et comte de Dabo (ou Dagsbourg) en 1089.

## Origine familiale
Albert Ier est le 3e fils d'Henri Ier de la lignée des Etichonides de Nordgau et de son épouse anonyme héritière du fief liégeois la seigneurie de Moha (première maison). À la mort de son père il obtient Moha du droit de sa mère avec également, du côté de son père, une partie petite du comté d'Eguisheim. La mort en 1089 de son frère Hugues VII de Dabo, sans héritier, lui laisse Dabo qu'il transmet avec Moha à son fils Henri-Hugues.
Albert Ier épousé en premières noces une certaine Hedwige dont :
- Henri-Hugues VIII de Dabo († 1130/1137) comte de Dabo épouse Gertrude ;

puis en 1096 en secondes noces Ermessinde issue de la maison de Luxembourg et fille de Conrad Ier dont :
- Mathilde († après 1157) épouse Folmar V, comte de Metz et de Hombourg (†  1142).